# Quercus vallicola
Quercus vallicola är en bokväxtart som beskrevs av William Trelease. Quercus vallicola ingår i släktet ekar, och familjen bokväxter. Inga underarter finns listade i Catalogue of Life.